# Kennard (Nebraska)
Kennard es una villa ubicada en el condado de Washington en el estado estadounidense de Nebraska. En el Censo de 2010 tenía una población de 361 habitantes y una densidad poblacional de 469,3 personas por km².

## Geografía
Kennard se encuentra ubicada en las coordenadas 41°28′29″N 96°12′13″O / 41.47472, -96.20361. Según la Oficina del Censo de los Estados Unidos, Kennard tiene una superficie total de 0.77 km², de la cual 0.77 km² corresponden a tierra firme y (0%) 0 km² es agua.

## Demografía
Según el censo de 2010, había 361 personas residiendo en Kennard. La densidad de población era de 469,3 hab./km². De los 361 habitantes, Kennard estaba compuesto por el 97.78% blancos, el 0% eran afroamericanos, el 0.28% eran amerindios, el 0.28% eran asiáticos, el 0% eran isleños del Pacífico, el 1.39% eran de otras razas y el 0.28% pertenecían a dos o más razas. Del total de la población el 1.66% eran hispanos o latinos de cualquier raza.